# جريدة اليوم الإلكترونية
جريدة اليوم الإلكترونية هي صحيفة إلكترونية سعودية تصدر من دار اليوم للنشر والطباعة ومقرها المنطقة الشرقية، الدمام، المملكة العربية السعودية.

## وصلات خارجية
موقعها الإلكتروني